# فر اووک (کارولینای شمالی)
فر اووک (به انگلیسی: Four Oaks) شهری در ایالت کارولینای شمالی کشور ایالات متحده آمریکا است که جمعیت آن در سرشماری سال ۲۰۱۰ میلادی، ۱٬۹۲۱ نفر بوده‌است.